# Blépharophimosis
 Mise en garde médicale
Le blépharophimosis est une anomalie congénitale dans laquelle les paupières sont sous-développées de sorte qu'elles ne peuvent pas s'ouvrir complètement et recouvrent en permanence une partie des yeux. Les fentes palpébrales verticales et horizontales (ouvertures des paupières) sont raccourcies ; les yeux apparaissent de ce fait plus espacés (telecanthus (en)).

## Présentation
En plus de petites fentes palpébrales, les caractéristiques peuvent inclure un epicanthus inversus (pli incurvé dans la direction médiolatérale, inférieur au canthus interne), un pont nasal bas, un ptosis des paupières et un télécanthe.

## Conditions associées
Le blépharophimosis fait partie du syndrome blépharophimosis-ptosis-épicanthus inversus (BPES), également appelé syndrome de blépharophimosis, qui est une affection autosomique dominante caractérisée par un blépharophimosis, un ptosis (paupière supérieure tombante), un epicanthus inversus (plis cutanés près de l'arête nasale, plus proéminents sur la paupière inférieure que sur la paupière supérieure) et télécanthe (élargissement de la distance entre les coins internes des paupières). Le pont nasal est plat et il y a un rebord orbitaire hypoplasique. Il peut également être associé à des oreilles tombantes, à un ectropion et à un hypertélorisme.
Il existe deux types connus, le type 1 et le type 2. Bien que la recherche soit limitée, on sait que les types 1 et 2 s'expriment avec les mêmes symptômes mentionnés ci-dessus, mais le type 1 est associé à une insuffisance ovarienne prématurée (POI) chez les femmes, provoquant des symptômes de ménopause dès l'âge de 15 ans. Cela est dû au raccourcissement du gène FOXL2 (en),.

## Historique
Vignes (1889) est le premier à avoir décrit une dysplasie des paupières.